# بهاره هدايت
بهاره هدايت (فارسيه: بهاره هدایت، ولدت عام 1981) طالبة وناشطة إيرانية ومناضلة في مجال حقوق المرأة. ألقي القبض عليها في 9 يوليو 2007. وفي 9 أغسطس 2007 أطلق سراحها بكفالة. واعتقلت مرة أخرى وأطلق سراحها في عام 2008، وفي عام 2010 حكم عليها بالسجن تسع سنوات ونصف  للدعاية المناهضة للدولة.
وتعد هدايت عضو مؤسس في عريضة من أجل حقوق المرأة في إيران تدعى بحملة المليون توقيع.
تخرجت من جامعة العلوم الاقتصادية في طهران. كانت طالبة في جامعة طهران في كلية الاقتصاد.

في 14 يونيو 2016، أصدر الفريق العامل المعني بالاحتجاز التعسفي التابع للأمم المتحدة حكما يطالب بالإفراج الفوري عن هدايت، حيث ان سجنها منذ عام 2009 تعسفي ومخالف للقانون الدولي.
حصلت هدايت في عام 2012 على جائزة ايدلستام للمساهمات البارزة والشجاعة الاستثنائية في الدفاع عن معتقدات المرء بالدفاع عن حقوق الإنسان

## وصلات خارجية
- Article on her
- Petition for her release